# Llista d'alcaldes de Tuïr
Els batlles del municipi rossellonès de Tuïr han estat:
| Data inicial | Fi del mandat | Nom                    |
| 1790         | 1792          | François Coll de Vivès |
| 1792         | 1793          | ? Gensane              |
| 1793         | 1793          | Joseph Roca            |
| 1793         | 1795          | Joseph-Roca Pastor     |
| 1795         | 1796          | Sauveur Graffan        |
| 1796         | 1798          | Sébastien Espanyo      |
| 1798         | 1800          | Joseph Tignères        |
| 1800         | 1808          | Joseph Sala-Roca       |
| 1808         | 1815          | Mathieu Anglade        |
| 1815         | 1815          | Baptiste Costanadas    |
| 1815         | 1817          | François de Roig       |
| 1817         | 1825          | Mathieu Anglade        |
| 1825         | 1830          | François de Roig       |
| 1830         | 1830          | Joseph Sala-Bonet      |
| 1830         | 1830          | Joseph Maria-Gelcen    |
| 1830         | 1831          | Jean-Baptiste Vilanova |
| 1831         | 1831          | Joseph Sala-Bonet      |
| 1831         | 1831          | Pierre Godefroy        |
| 1831         | 1832          | Jean Ciuro             |
| 1832         | 1833          | Jean Batlle            |
| 1833         | 1833          | Pierre Godefroy        |
| 1833         | 1837          | Joseph Maria-Gelcen    |
| 1837         | 1843          | Pierre Do              |
| 1843         | 1848          | Jean Amanrich          |
| 1848         | 1851          | Jean Batlle            |
| 1851         | 1852          | François de Roig       |
| 1852         | 1852          | Antoine Llorens        |
| 1852         | 1858          | Jean Batlle            |
| 1858         | 1862          | Joseph Maria-Gelcen    |
| 1862         | 1870          | Louis Ripoll           |
| 1870         | 1871          | Charles Vaills         |
| 1871         | 1871          | Louis Ripoll           |
| 1871         | 1872          | Charles Vaills         |
| 1872         | 1872          | François Gauze         |
| 1873         | 1874          | Joseph Sales           |
| 1874         | 1878          | Louis Ripoll           |
| 1878         | 1878          | Joseph Sales           |
| 1878         | 1885          | Joseph Bolte           |
| 1885         | 1885          | Jean Casenove          |
| 1885         | 1892          | Paul Moliné            |
| 1892         | 1892          | Joseph Calvet          |
| 1892         | 1902          | François Écoiffier     |
| 1902         | 1906          | Raymond Méric          |
| 1906         | 1929          | Hyacinthe Marty        |
| 1929         | 1931          | Jules Descossy         |
| 1931         | 1940          | Louis Noguères         |
| 1940         | 1941          | René Puig              |
| 1941         | 1943          | Louis Cormier          |
| 1943         | 1944          | Pierre Baillette       |
| 1944         | 1944          | Louis Cormier          |
| 1944         | 1945          | Pierre Baillette       |
| 1945         | 1947          | Louis Noguères         |
| 1947         | 1982          | Léon-Jean Grégory      |
| 1982         | 1989          | Albert Passama         |
| 1989         |               | René Olive             |